# Trenčín (Bakov nad Jizerou)
Trenčín byla dříve samostatná ves v okrese Mladá Boleslav. Dnes je součástí města Bakov nad Jizerou. Nachází se na jižním okraji města Bakova nad Jizerou při staré obchodní cestě v okolí dnešních ulic Pražská, Boleslavská, Rybní důl, Na Návsi, Brigádnická, Rybničná, Konečná, Ku Splávku, Sadová a 6. července. V Rybním dole se nachází historický vodní mlýn zpřístupněný návštěvníkům jako soukromé Muzeum mlynářství.

## Historie
První písemná zmínka o vesnici pochází z roku 1580.

### Doprava
Trenčínem prochází silnice II/610 a nachází se zde autobusová zastávka.